# 卡巴拉 (吉伦特省)
卡巴拉（法語：Cabara，法語發音：[kabaʁa]）是法国吉伦特省的一个市镇，属于利布尔讷区。

## 地理
卡巴拉（44°49'37"N, 0°9'36"W）面积3.42 平方千米，位于法国新阿基坦大区吉倫特省，该省份为法国西南部沿海省份，是法國本土面积最大的省，北起滨海夏朗德省，西临大西洋，南至朗德省，东南接洛特-加龍省，东临多爾多涅省。
与卡巴拉接壤的市镇（或旧市镇、城区）包括：维尼奥内、布拉讷、圣欧班德布拉讷、圣叙尔皮斯-德法莱朗、圣泰尔。

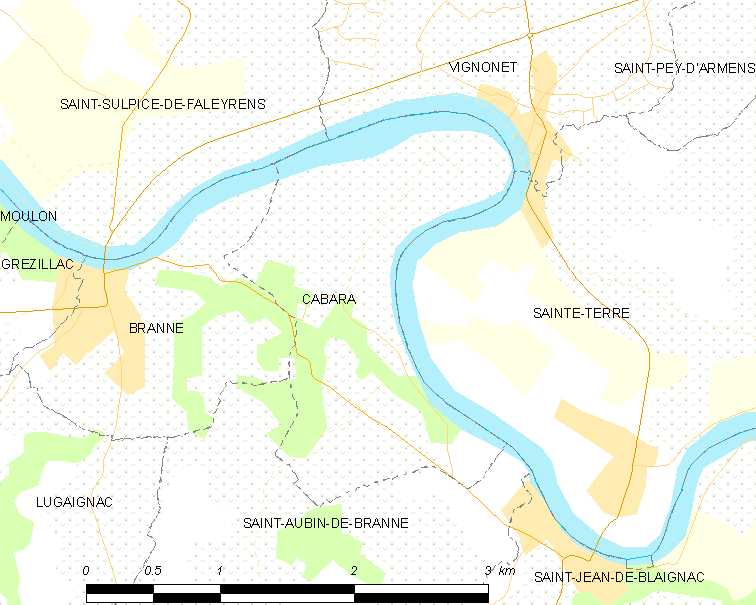
的OSM定位图

卡巴拉的时区为UTC+01:00、UTC+02:00（夏令时）。

## 行政
卡巴拉的邮政编码为33420，INSEE市镇编码为33078。

## 政治
卡巴拉所属的省级选区为多尔多涅山丘县。

## 人口

1962-2008年间人口变化图示

卡巴拉于2022年1月1日时的人口数量为512人。